# Узунгёль
Узунгёль (тур. Uzungöl) — озеро в северо-восточной части Турции, в 99 км от города Трабзон.
Имеет площадь 127,6 тыс. м² — 837 м в длину и 279 м в ширину в наибольшей её части. Максимальная глубина — 5,87 м.
Одно из живописнейших туристических мест Турции. Уровень воды и площадь варьируется в зависимости от сезона и года.
Вода в озере пресная.